# Niesztowica
Niesztowica, ektyma, zakaźne krostowe zapalenie skóry (łac. Ecthyma contagiosum) – zaraźliwa choroba owiec i kóz. Cechą charakterystyczną jest pojawianie się grudek, pęcherzy i strupów na skórze warg, nozdrzy, powiek, wymion i nóg. Wywoływana jest przez wirusy z rodzaju Parapoxvirus (Niesztowica zakaźna - tzw. "Orf") lub przez mieszane zakażenie bakteriami Staphylococcus aureus i Streptococcus pyogenes (Niesztowica).
Chorują owce wszystkich ras, najczęściej choroba dotyczy jagniąt.
Choroba jest zoonozą i może przenosić się na ludzi.

## Objawy kliniczne
Okres inkubacji choroby waha się w granicach 3–8 dni.
U owiec wyróżniamy następujące postacie kliniczne choroby:
- postać wargowa – charakteryzuje się zmianami w kącikach ust oraz na brzegu warg
- postać kończynowa
- postać płciowa – cechuje się występowaniem krost, nadżerek, strupów głównie na wymieniu u samic. W następnej kolejności atakowane są wargi sromowe u samic i napletek u samców. Postać płciowa jest bardzo rzadka. Również rzadkie są przypadki śmiertelne w tej postaci choroby.

## Zakażenie u ludzi
Ludzie mogą zakazić się niesztowicą zakaźną poprzez skażone środowisko, w którym wirus może utrzymywać się nawet przez wiele lat lub poprzez układ oddechowy podczas obróbki wełny chorych zwierząt.
U chorych przez 2–4 dni występuje gorączka, zapalenie błon śluzowych. Na skórze, głównie dłoni, tworzą się duże, bolesne, sączące się pęcherze, które znikają po około 1–2 miesiącach praktycznie nie pozostawiając po sobie blizn.
Zapobieganie zakażeniom polega na przestrzeganiu higieny osobistej oraz toalecie zadrapań i ran skóry.